# غيلبرت كيلي
غيلبرت كيلي (بالإنجليزية: Gilbert Kelly)‏ هو مدير فني أمريكي، ولد في 23 يوليو 1878 في واشنطن العاصمة في الولايات المتحدة، وتوفي في 1948.